# Raymond Chandler
Raymond Chandler (Chicago, 23 de Julho de 1888 — La Jolla, 26 de Março de 1959) foi um romancista e roteirista dos Estados Unidos. Exerceu uma influência imensa no gênero dos romances policiais modernos, especialmente no que diz respeito ao estilo da escrita e nas atitudes que atualmente são características do gênero. Seu protagonista, Philip Marlowe, juntamente com o Sam Spade de Dashiell Hammett (ambos interpretados no cinema por Humphrey Bogart, respectivamente, em "À Beira do Abismo" dirigido por Howard Hawks; e em "Relíquia Macabra" dirigido por John Huston), é considerado praticamente um sinônimo do "detetive particular".
Além de sua obra em prosa, também foi autor de diversos poemas.

## Biografia
Raymond Thornton Chandler nasceu a 23 de Julho de 1888 em Chicago, Illinois, nos Estados Unidos. A partir de 1895, após o divórcio dos pais, passou os primeiros anos de vida na Irlanda e a juventude em Londres, onde frequentou o Dulwich College, com o apoio financeiro de um tio materno, um advogado de sucesso. Em Londres publicou os seus primeiros escritos, ensaios e poesia, enquanto trabalhava como free-lancer no The Westminster Gazette e no The Spectator.
Chandler retornou aos Estados Unidos em 1912 onde trabalhou como contabilista. Em 1917, alistou-se no Exército Canadense e combateu na França. Após o armistício mudou-se para Los Angeles, Califórnia, onde iniciou um caso amoroso com uma mulher já divorciada duas vezes, Cissy Pascal, uma pianista dezessete anos mais velha do que ele, com quem veio a casar em 1924. Por esta altura, Chandler possuía dupla nacionalidade, americana e britânica. Em 1932 Chandler ocupava a vice-presidência na Dabney Oil Syndicate, uma empresa petrolífera em Signal Hill, Califórnia, mas acabou por perder este emprego bem remunerado devido a problemas de alcoolismo.
A Grande Depressão pôs fim à sua carreira de negócios. No princípio dos anos 1930 publicou histórias policiais no Black Mask Magazine. Publicou The Big Sleep (À Beira do Abismo), o seu primeiro romance policial, em 1939, apresentando o detetive Philip Marlowe, herói de mais seis romances ("Adeus Minha Adorada", "Janela para a Morte", "A Dama do Lago", "A Irmãzinha", "O Longo Adeus" e "Playback").
Por causa dos resultados de seus ganhos na Inglaterra acabou por ter problemas com os serviços fiscais e renunciou à sua cidadania britânica em 1948. Ainda assim, realizou o seu sonho de levar Cissy a Inglaterra em 1952. Cissy morreu em 1954 e Chandler, emocionalmente arrasado e a sofrer de uma dolorosa doença nervosa voltou novamente a refugiar-se no álcool. A sua escrita sofreu bastante, tanto em qualidade como em quantidade, e acabou por tentar o suicídio em 1955. A vida tornou-se ainda mais complicada ao atrair a atenção de algumas mulheres, especialmente da sua noiva Helga Greene  e de Jean Fracasse. Depois de uma tentativa fracassada de se estabelecer na Inglaterra, voltou aos Estados Unidos e faleceu em La Jolla de pneumonia, em 26 de Março de 1959. Depois de uma batalha legal pelos seus bens entre Greene e Fracasse, o tribunal decidiu a favor de Greene, que se tornou a sua herdeira.

## Obra literária
Algumas das suas obras foram levadas ao cinema, com grande êxito, como por exemplo: The Big Sleep (1946), realizado por Howard Hawks, com Lauren Bacall e Humphrey Bogart protagonizando Philip Marlowe, Farewell, My Lovely intitulado Murder, My Sweet (1944 e 1975) ou The Long Goodbye, realizado por Robert Altman (1973). Chandler escreveu o argumento dos filmes Double Indemnity de Billy Wilder, baseado no romance homónimo de James M. Cain (1944). Também escreveu o argumento de A Dália Azul (1946) e foi co-autor, com Czenzi Ormonde, de Strangers on a Train, de Alfred Hitchcock (1951). Os argumentos de Chandler bem como a adaptação dos seus romances ao grande ecrã nos anos 1940, do Século XX, tornaram-se uma grande influência no chamado film noir americano.

## Títulos publicados

### Romances e novelas

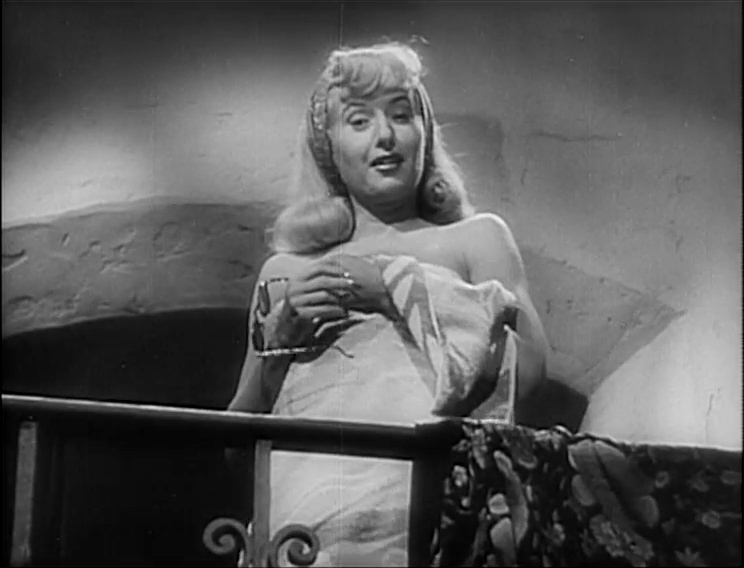
Barbara Stanwyck como a loira fatal de Double Indemnity, produção de 1944 que popularizou o gênero dos filme noir

Chandler deixou um romance inacabado ao morrer, Poodle Springs. Robert B. Parker foi convidado a terminá-lo e o livro foi publicado em 1989.  
- The big sleep (1939) — O sono eterno (Ed. Alfaguara)
- Farewell, My Lovely (1940) — Adeus, minha querida (Ed. Alfaguara)
- The High Window (1942) — Janela para a morte (Ed. L&PM)
- The Lady in the Lake (1943) — A dama do lago (Ed. Alfaguara)
- The little sister (1949) — A irmã mais nova (Ed. Alfaguara)
- The Long Goodbye (1954) — O longo adeus (Ed. Alfaguara)
- Playback (1958) — Para sempre ou nunca mais (Ed. L&PM)
- Poodle Springs (1989) — Amor e morte em Poodle Springs (Ed. L&PM)

### Contos policiais
- Blackmailers Don't Shoot (1933)
- Um crime esperto demais e outras histórias - no original Smart-Aleck Kill (1934)
- Finger Man (1934)
- O assassino à chuva - no original Killer in the Rain (1935)
- Nevada Gas (1935)
- Spanish Blood (1935)
- Guns at Cyrano's (1936)
- Os peixes mortíferos - no original Goldfish (1936)
- The Man Who Liked Dogs (1936)
- Pickup on Noon Street (1936, publicado originalmente com o título Noon Street Nemesis)
- The Curtain (1936)
- Try the Girl (1937)
- Mandarin's Jade (1937)
- The King in Yellow (1938)
- Red Wind (1938)
- Bay City Blues (1938)
- As pérolas são um estorvo - no original Pearls Are a Nuisance (1939)
- O perigo é a minha profissão e outras histórias - no original Trouble is My Business (1939)
- No Crime in the Mountains (1941)
- O lápis da morte - no original The Pencil (1961; publicado postumamente; publicado originalmente com o título Marlowe Takes on the Syndicate)

### Contos não policiais
- I'll Be Waiting (1939)
- The Bronze Door (1939)
- Professor Bingo's Snuff (1951)
- English Summer (1976; publicado postumamente)

### Não ficcionados
- Writers in Hollywood (The Atlantic Monthly, December 1944)
- The simple art of murder (The Atlantic Monthly, November 1945)
- Oscar Night in Hollywood (The Atlantic Monthly, March 1948)
- Ten percent of your life (The Atlantic Monthly, February 1952)